# Wtora makedonska fudbałska liga
Wtora makedonska fudbałska liga, mac. Втора македонска фудбалска лига – druga w hierarchii klasa męskich ligowych rozgrywek piłkarskich w Macedonii Północnej. Zmagania w jej ramach toczą się cyklicznie (co sezon) systemem kołowym i przeznaczone są dla 16 macedońskich klubów piłkarskich. Czołowe drużyny uzyskują awans do Prwej Ligi, zaś najsłabsze zespoły relegowane są do Tretej Ligi. Od samego początku do dziś zarządzana przez Macedoński Związek Piłki Nożnej.